# 欧内斯托·蓬佩奥·莫尔门蒂
欧内斯托·蓬佩奥·莫尔门蒂（Ernesto Pompeo Molmenti）是一名美国移植外科医师，目前在纽约长岛执业。 他是诺斯威尔健康集团北岸大学医院（North Shore University Hospital）外科创新主任兼外科系副主席，也是诺斯威尔健康集团霍夫斯特拉扎克医学院（Zucker School of Medicine at Hofstra）的外科学、医学和儿科学教授。  他因开发血管重建技术而闻名，该技术被称为“莫尔门蒂技术”。  

## 教育
莫尔门蒂在波士顿大学通过完成优先录取的大学和医学院联合培养计划（MMEDIC）取得学士学位和医学博士学位。他的住院医师和住院总医师培训完成于圣路易斯华盛顿大学医学院巴恩斯犹太医院，并随后在匹兹堡大学完成成人和小儿腹部器官移植的专科医师培训。 他的住院医师培训包括3年的基础科学研究，而专科医师培训则进一步拓展其儿科和胰腺移植相关技术和技能。莫尔门蒂也因此参与了临床和基础研究有关的教学活动。  

## 职业经历
莫尔门蒂完成专科医师培训后，他加入了得克萨斯州达拉斯的贝勒大学医学中心和儿童医学中心。在德克萨斯州期间，他从事成人肾脏和胰腺移植以及成人和小儿肝移植的临床工作。然后，他加入约翰霍普金斯大学医学院，担任外科学副教授和肾脏/胰腺移植外科主任。 在那里他还获得了MBA学位。在加入诺斯维尔集团霍夫斯特拉医学院之前，他是亚利桑那大学的外科学教授和腹腔移植外科主任。在亚利桑那州，他重建了小儿肾脏移植项目，并重新激活了成人肾脏移植项目。 他还重新建立了成人和小儿肝脏移植项目，以及成人胰腺移植项目。  在亚利桑那大学，他开展了首例肝脏劈离式移植手术，将单个肝脏分为两部分，较小的肝脏被移植到一个6个月大的女孩体内，较大的肝脏被移植到一个成年人体内。 

## 发表文章、专著/研究
莫尔门蒂在各种专业期刊发表超过340篇文章，期刊包括《新英格兰医学杂志》，《《柳叶刀》》，《美国国家科学院院刊》，《生物化学杂志》，《临床研究杂志》，《实验医学杂志》，《免疫学杂志》，《外科年鉴》，《美国外科学会学报》，《美国器官移植杂志》，《小儿外科杂志》，《外科研究杂志》 ，《朗根贝克外科档案》，《肝移植》，《小儿器官移植》，《放射学》，《外科学》和《移植》等 。  他还撰写了8部专著： 肝移植图集 （翻译成中文和日文），肠和多内脏移植， 肾脏和胰腺移植 （翻译成西班牙文），甲状腺切除术：外科技术的解剖学基础 （翻译成西班牙文）和肝移植（将马上由麦克格劳希尔出版集团出版）。 
莫尔门蒂以第一作者的身份发表了他对先前未描述的“肝移植后先期发生乳腺癌的卵巢癌综合症”的观察和发现。   他最近（在2018年的《柳叶刀》杂志发表文章中）提出了一种新观点，用以指导器官捐赠和不匹配肾脏链。   在约翰霍普金斯大学期间，他因在器官移植排斥的蛋白质组学表征工作而被美国外科医师学会 授予教工研究奖，并获得了伯恩纳德阿莫斯免疫学研究青年学者奖。   这项工作也被选为2004年波士顿举行的美国移植大会的特邀演讲。